# Beylerli, Çardak
Beylerli là một thị trấn thuộc huyện Çardak, tỉnh Denizli, Thổ Nhĩ Kỳ. Dân số thời điểm năm 2010 là 802 người.